# ميك وود
ميك وود (بالإنجليزية: Mick Wood)‏ (1 يناير 1952 في المملكة المتحدة - ) هو لاعب كرة قدم بريطاني في مركز الدفاع. لعب مع برادفورد سيتي وبلاكبيرن روفرز ونادي هاليفاكس تاون.